# Doctor Yellow

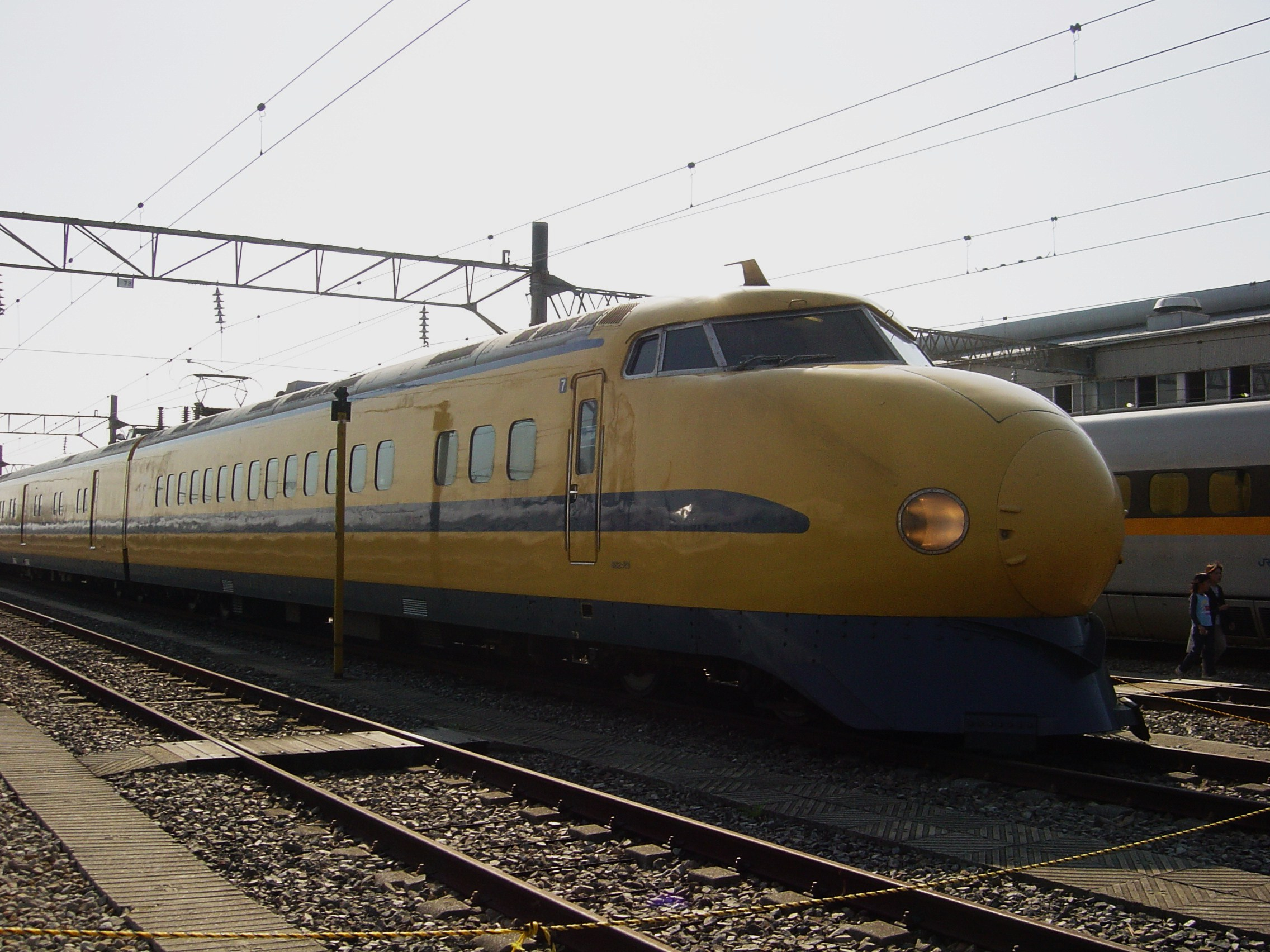
Um comboio Doctor Yellow T3 da JR West's Doctor Yellow

Doctor Yellow (em japonês: ドクターイエロー) é uma alcunha dada aos comboios de teste de alta velocidade que são usados nas linhas dedicadas Shinkansen expresso de passageiros. Os comboios possuem equipamento especial a bordo para monitorizar as condições dos carris e das catenárias, incluindo rodas com instrumentação especial e bolhas de observação.
A parte "Doctor" do nome é óbvia devido à sua função de teste e diagnóstico, e a parte "Yellow" deve-se à cor amarelo brilhante com que estão pintados. Alguns têm uma faixa azul, outros uma verde. O esquema original de cores com uma faixa azul (que se aplica aos carros de registo de carris da Classe 921) foi criado ao inverter-se as cores (azul, com faixa amarela) usados nas carruagems de registo de bitola curta.
Na sua constituição e aspecto, são muito semelhantes aos comboios de serviço Shinkansen da série 0, e a inspecção da linha é efectuada a toda a velocidade (i.e. até 270km/h na linha Tokaido Shinkansen).